# Sekiro: Shadows Die Twice
Sekiro: Shadows Die Twice (セキロ：シャドウズ ダイ トゥワイス, Sekiro: Shadōzu Dai Towaisu) é um jogo eletrônico de ação-aventura desenvolvido pela FromSoftware e publicado pela Activision. Foi lançado em 22 de março de 2019 para Microsoft Windows, PlayStation 4 e Xbox One, e em 28 de outubro de 2020 para Google Stadia. O jogo se passa em uma versão mágica e fictícia do período Sengoku no Japão, e segue um shinobi que tenta se vingar de um clã samurai que o atacou e sequestrou seu lorde.
A jogabilidade é focada em furtividade, exploração e combate, com ênfase especial em batalhas contra chefes. Embora a maior parte do jogo ocorra em áreas fictícias, algumas áreas são fortemente inspiradas em edifícios e locais do mundo real no Japão. O jogo também faz fortes referências à mitologia e filosofia budista. Enquanto criava o jogo, o diretor Hidetaka Miyazaki queria criar uma nova propriedade intelectual (IP) que marcasse um ponto de partida da série de jogos Souls, também feita pela FromSoftware, e buscou inspiração em séries como Tenchu.
Sekiro foi aclamado pela crítica, que comumente comparou e contrastou-o com os jogos da série Souls. Enquanto seu alto nível de dificuldade recebeu algumas críticas, os elogios foram direcionados para sua jogabilidade, história e ambientação. O jogo vendeu mais de cinco milhões de unidades até julho de 2020. Ele recebeu o prêmio de Jogo do Ano no The Game Awards 2019, além de vários outros.

## Jogabilidade
Sekiro: Shadows Die Twice é um jogo eletrônico de ação-aventura jogado a partir de uma perspectiva em terceira pessoa. Embora comparado com a série Souls, da FromSoftware, o jogo não apresenta elementos de RPG, como criação de personagens, classes e upgrades de equipamentos, além de não ter elementos multiplayer. Em vez de atacar para reduzir os pontos de vida de um inimigo, o combate em Sekiro gira em torno de uma catana para atacar seu equilíbrio, o que eventualmente leva a uma abertura que permite um único golpe mortal. O jogo também possui elementos furtivos, permitindo que os jogadores eliminem imediatamente inimigos se eles puderem ficar no alcance sem serem detectados. Além disso, o personagem do jogador tem a habilidade de usar várias ferramentas para ajudar no combate e exploração, como um gancho e uma tocha. Se o personagem jogador morrer, ele terá a opção de ser revivido no local sob certas condições, em vez de reaparecer em pontos de checkpoint anteriores.

## Desenvolvimento
O desenvolvimento de Sekiro começou no final de 2015, após a conclusão do conteúdo para download de Bloodborne, The Old Hunters. O jogo foi revelado através de um teaser trailer no The Game Awards 2017 em dezembro, mostrando o slogan "Shadows Die Twice". O título completo do jogo foi revelado como Sekiro: Shadows Die Twice durante a conferência de imprensa da Microsoft na E3 2018. Foi dirigido por Hidetaka Miyazaki, do estúdio de desenvolvimento japonês FromSoftware, mais conhecido por criar a série Souls e Bloodborne. O jogo foi publicado pela Activision em todo o mundo, com a FromSoftware auto-publicando no Japão, e a Cube Game publicando na região da Ásia-Pacífico. A trilha sonora de Sekiro foi composta por Yuka Kitamura, com algumas contribuições de Noriyuki Asakura.[carece de fontes?] O jogo foi lançado para o PlayStation 4, Windows e Xbox One em 22 de março de 2019. Uma edição de colecionador do jogo também foi lançada no mesmo dia, e incluiu um estojo de aço, uma estatueta do protagonista, um livro de arte, um mapa físico do mundo do jogo, um código de download para a trilha sonora e réplicas de moedas no jogo.
Sekiro se inspira na série Tenchu do gênero stealth parcialmente desenvolvidos e publicados pela FromSoftware. A equipe inicialmente considerou o desenvolvimento do jogo como uma continuação de Tenchu, mas como essa série já havia sido moldada por vários estúdios diferentes antes de obter os direitos, eles optaram por levar o projeto para uma direção diferente. Miyazaki pretendia que as mudanças de combate capturassem a sensação de "espadas colidindo", com lutadores tentando criar uma abertura para dar o golpe fatal. Ele e a equipe também criaram o jogo para ser uma experiência totalmente para um jogador, pois acreditavam que o modo multijogador tinha limitações que eles queriam evitar.  A palavra "Sekiro" significa "lobo de um braço armado" em japonês, enquanto o subtítulo "Shadows Die Twice" era originalmente usado apenas como slogan para o teaser trailer até que a Activision solicitasse que fosse mantido para o nome final. Apesar do jogo ter lugar durante o período Sengoku da história real do Japão, não há pessoas ou locais históricos reais no jogo.

## Recepção
Sekiro: Shadows Die Twice recebeu "aclamação universal" de acordo com o agregador de resenhas Metacritic. Muitos críticos elogiaram o combate do jogo por se afastar do estilo típico dos outros jogos similares da FromSoftware. Escrevendo para a Destructoid, Chris Carter descreveu o combate aberto como "semelhante a uma valsa" e elogiou a variedade de maneiras pelas quais o combate poderia ser abordado, escrevendo que os jogadores tinham mais opções do que em Dark Souls ou Bloodborne. Brandin Tyrell, da IGN, elogiou o foco do jogo como um "espadachim de fração de segundos" e, apesar do fato de que "para qualquer veterano de Souls, o combate de batidas e barras com base no tempo seja familiar", a "sensação de segurança" do jogo fez com que o combate parecesse "refrescante e novo". O jornalista da PC Gamer, Tom Senior, chamou o combate de "bonito" e elogiou o sistema de postura, escrevendo que "em vez de cortar barras de saúde até o inimigo cair, você sobrecarrega a barra de postura com ataques e defesas perfeitas até que apareça uma abertura e depois termina com um golpe mortal". Ele afirmou que o sistema toma "a catarse" de derrotar um grande chefe e "concentra toda essa emoção em uma fração de segundo". Tamoor Hussain, da GameSpot, escreveu que o jogo "reescreve as regras do engajamento", afirmando que, enquanto os jogos anteriores da FromSoftware exigiam uma rápida tomada de decisão, Sekiro "empurra essas demandas ainda mais" do que nunca. Os críticos também elogiaram a mecânica de ressurreição, com Carter chamando de "genial", e as opções furtivas, que deram liberdade ao jogador sem cair em frustração.
O level design também foi elogiado. Ênfase particular foi dada à verticalidade aumentada que o jogador teve devido à adição do gancho de agarrar e de um botão de salto dedicado. Tyrell escreveu que o gancho "envia ondulações ao longo do jogo", escrevendo que "onde todos os personagens anteriores de Souls-borne se sentiam firmemente enraizados no chão enquanto caminhavam pelos corredores e subiam lentamente as escadas, o level design de Sekiro tem permissão para ser muito mais vertical". Carter escreveu que o gancho proporcionava "um nível mais vertical e, em alguns casos, mais desafiador do ponto de vista da exploração". Senior escreveu que o jogo usava "zonas grandes, mas separadas, em vez de um mundo imenso e conectado", mas elogiaram os "muitos segredos escondidos perto do caminho crítico, frequentemente alcançados com o excelente gancho, que permite saltar entre galhos de árvores e telhados". Os próprios levels também foram elogiados, com Hussain escrevendo que "os edifícios são colocados juntos para incentivar a exploração e o reconhecimento, com os telhados quase se tocando, para que você possa saltar entre eles e percorrer todos os ângulos", com os caminhos ramificados "criando aquele sentimento satisfatório de se aventurar no desconhecido e depois emergir em algo familiar".
A reação à falta de um modo multiplayer online foi mista. Vários revisores notaram que isso permitiu que o jogo tivesse um botão de pausa completo, o que foi elogiado. No entanto, Tyrell observou que "perdeu as pequenas notas deixadas por outras pessoas no mundo, alertando-me para ameaças iminentes ou segredos ocultos, ou aquela vaga sensação de que o perigo se esconde atrás de mim na forma de um jogador invasor" que define a experiência de jogar "jogos com origem na alma". Ele também notou a "falta de batalhas PvP, que parecia um desperdício da nova ênfase no manejo da espada com base em habilidades", e argumentou que a mecânica de desvio e bloqueio teria se adaptado ao jogo online.
Da mesma forma que em outros jogos da FromSoftware, o alto nível de dificuldade do jogo polarizou jogadores e jornalistas. Vários revisores elogiaram a dificuldade, com Senior chamando de "brutal", mas "espetacular". Hussain escreveu que o jogo "o castiga por erros em seus passos" e "era adequado para pessoas de um certo temperamento e com um gosto muito específico e ligeiramente masoquista nos jogos", mas argumentou que a vitória era "intensa" e "gratificante". Tyrell escreveu que o combate tinha uma "curva acentuada para dominá-lo", mas argumentou que era "um pouco mais fácil do que seus antecessores", enquanto ainda fornecia a sensação de ser "o maior espadachim que já existiu" após vitórias difíceis. No entanto, vários jornalistas o acharam muito difícil, com Dan Rowe do The Spinoff chamando-o de "irritante" e escrevendo que ele não estava se divertindo depois de seis horas com o jogo. O jornalista da Forbes, Dave Thier, criticou a decisão da FromSoftware de ter uma dificuldade definida no jogo, alegando que isso a tornava inacessível para jogadores com um nível de habilidade mais baixo. Ele argumentou que o estúdio deveria "respeitar seus jogadores" e adicionar um modo de dificuldade mais fácil. Vários dias após o lançamento do jogo, hackers conseguiram desenvolver mods que tornariam o jogo mais fácil, alterando a velocidade do personagem do jogador em relação ao jogo. James Davenport, da PC Gamer, afirmou que o chefe final do jogo era muito difícil para ele vencer sem a ajuda adicional do software.

### Vendas
No dia de seu lançamento, Sekiro atraiu mais de 108.000 jogadores simultâneos na Steam, o mais alto para um novo jogo lançado entre janeiro e março de 2019 e o terceiro mais alto de qualquer jogo japonês na história da plataforma, atrás apenas de Monster Hunter: World e Dark Souls III. No final de março, alcançou mais de 125.000 jogadores simultâneos na Steam, tornando-o um dos jogos mais jogados na plataforma na época. Em sua semana de estreia, Sekiro liderou as paradas do Reino Unido e da EMEAA (Europa, Oriente Médio, África e Ásia), superando Tom Clancy's The Division 2. No Japão, o jogo estreou com 157.548 cópias vendidas em seu fim de semana de estreia. Dez dias após seu lançamento, mais de dois  milhões de cópias foram vendidas em todo o mundo. Até o final de junho de 2019, o jogo havia vendido mais de 3,8 milhões de unidades, onde subiu para cinco milhões em julho de 2020.

### Prêmios e indicações
Sekiro: Shadows Die Twice foi indicado e vencedor de vários prêmios, incluindo na categoria de Jogo do Ano no The Game Awards 2019, pelos editores da GameSpot, e por fãs na Steam Awards 2019.
| Ano  | Premiação                         | Categoria                                        | Resultado | Ref.          |
| ---- | --------------------------------- | ------------------------------------------------ | --------- | ------------- |
| 2018 | Game Critics Awards               | Jogo do Show                                     | Indicado  | [ 48 ]        |
| 2018 | Game Critics Awards               | Melhor Jogo Original                             | Indicado  | [ 48 ]        |
| 2018 | Game Critics Awards               | Melhor Jogo de Console                           | Indicado  | [ 48 ]        |
| 2018 | Game Critics Awards               | Melhor Jogo de Ação-aventura                     | Indicado  | [ 48 ]        |
| 2018 | Gamescom                          | Melhor Jogo de Ação                              | Venceu    | [ 49 ]        |
| 2018 | Golden Joystick Awards            | Jogo Mais Aguardado                              | Indicado  | [ 50 ]        |
| 2018 | Gamers' Choice Awards             | Jogo Mais Antecipado                             | Indicado  | [ 51 ]        |
| 2019 | Japan Game Awards                 | Prêmio de Excelência                             | Venceu    | [ 52 ]        |
| 2019 | Golden Joystick Awards            | Melhor Design Visual                             | Indicado  | [ 53 ] [ 54 ] |
| 2019 | Golden Joystick Awards            | Ultimate Jogo do Ano                             | Indicado  | [ 53 ] [ 54 ] |
| 2019 | Titanium Awards                   | Jogo do Ano                                      | Indicado  | [ 55 ]        |
| 2019 | Titanium Awards                   | Melhor Design de Jogo                            | Indicado  | [ 55 ]        |
| 2019 | Titanium Awards                   | Melhor Jogo de Ação                              | Indicado  | [ 55 ]        |
| 2019 | The Game Awards 2019              | Jogo do Ano                                      | Venceu    | [ 45 ]        |
| 2019 | The Game Awards 2019              | Melhor Direção de Jogo                           | Indicado  | [ 45 ]        |
| 2019 | The Game Awards 2019              | Melhor Direção de Arte                           | Indicado  | [ 45 ]        |
| 2019 | The Game Awards 2019              | Melhor Design de Áudio                           | Indicado  | [ 45 ]        |
| 2019 | The Game Awards 2019              | Melhor Jogo de Ação-aventura                     | Venceu    | [ 45 ]        |
| 2020 | New York Game Awards              | Big Apple Award para Jogo do Ano                 | Indicado  | [ 56 ]        |
| 2020 | New York Game Awards              | Statue of Liberty Award para Melhor Mundo        | Indicado  | [ 56 ]        |
| 2020 | D.I.C.E. Awards 2020              | Jogo de Ação do Ano                              | Indicado  | [ 57 ]        |
| 2020 | D.I.C.E. Awards 2020              | Excelência em Design de Jogo                     | Indicado  | [ 57 ]        |
| 2020 | NAVGTR Awards                     | Jogo do Ano                                      | Venceu    | [ 58 ] [ 59 ] |
| 2020 | NAVGTR Awards                     | Design de Costumização                           | Venceu    | [ 58 ] [ 59 ] |
| 2020 | NAVGTR Awards                     | Jogo de Ação Original                            | Venceu    | [ 58 ] [ 59 ] |
| 2020 | NAVGTR Awards                     | Trilha Sonora Dramática Original para um Novo IP | Indicado  | [ 58 ] [ 59 ] |
| 2020 | NAVGTR Awards                     | Escrita em um Drama                              | Indicado  | [ 58 ] [ 59 ] |
| 2020 | Game Developers Choice Awards     | Jogo do Ano                                      | Indicado  | [ 60 ]        |
| 2020 | Game Developers Choice Awards     | Melhor Arte Visual                               | Indicado  | [ 60 ]        |
| 2020 | Game Developers Choice Awards     | Melhor Design                                    | Indicado  | [ 60 ]        |
| 2020 | SXSW Gaming Awards                | Jogo do Ano                                      | Venceu    | [ 61 ] [ 62 ] |
| 2020 | SXSW Gaming Awards                | Excelência em Gameplay                           | Indicado  | [ 61 ] [ 62 ] |
| 2020 | SXSW Gaming Awards                | Excelência Técnica                               | Indicado  | [ 61 ] [ 62 ] |
| 2020 | SXSW Gaming Awards                | Excelência em Visual                             | Venceu    | [ 61 ] [ 62 ] |
| 2020 | British Academy Games Awards 2020 | Melhor Jogo                                      | Indicado  | [ 63 ]        |
| 2020 | British Academy Games Awards 2020 | Animação                                         | Indicado  | [ 63 ]        |
| 2020 | British Academy Games Awards 2020 | Design de Jogo                                   | Indicado  | [ 63 ]        |
| 2020 | British Academy Games Awards 2020 | Excelência Técnica                               | Indicado  | [ 63 ]        |
| 2020 | Famitsu Dengeki Game Awards 2019  | Jogo do Ano                                      | Indicado  | [ 64 ]        |
| 2020 | Famitsu Dengeki Game Awards 2019  | Melhor Jogo de Ação                              | Venceu    | [ 64 ]        |